# Schizotaenia vara
Schizotaenia vara är en mångfotingart som beskrevs av Cook 1896. Schizotaenia vara ingår i släktet Schizotaenia och familjen storjordkrypare. Inga underarter finns listade i Catalogue of Life.